# Hireharaka, Sagar
Hireharaka là một làng thuộc tehsil Sagar, huyện Shimoga, bang Karnataka, Ấn Độ.